# Lygodactylus williamsi
Lygodactylus williamsi е вид влечуго от семейство Геконови (Gekkonidae). Видът е критично застрашен от изчезване.